# Demerval Lobão Veras
Demerval Lobão Veras, mais conhecido como Demerval Lobão, (Campo Maior, 17 de fevereiro de 1915 — Teresina, 4 de setembro de 1958) foi um advogado, professor, jornalista e político brasileiro, outrora deputado federal pelo Piauí.

## Dados biográficos
Filho de Pergentino Lobão Veras e Lina Fortes Lobão. Advogado formado na Universidade Federal do Maranhão em 1936, integrou a seccional piauiense da Ordem dos Advogados do Brasil, bem como o Instituto dos Advogados Piauienses e a Associação Piauiense de Imprensa. Diretor do Liceu Piauiense, foi também inspetor de ensino secundário, secretário de Fazenda no governo José da Rocha Furtado, delegado do Instituto de Aposentadoria e Pensões dos Industriários (IAPI), ingressou na na UDN nos agonizes do Estado Novo, mas perdeu a eleição para deputado federal em 1945. Tornou-se conselheiro do Tribunal de Contas do Piauí em 1946 e delegado regional do Serviço Nacional de Recenseamento em 1949.
Eleito deputado federal pela UDN em 1950, compôs uma dissidência partidária que migrou para o PTB, mas não se reelegeu no pleito seguinte. Candidato a governador em 1958, faleceu num acidente automobilístico próximo ao povoado Morrinhos, na tragédia da Cruz do Cassaco, em 4 de setembro daquele ano, onde também faleceu Marcos Parente, candidato a senador. Para substituí-los foram escolhidos Chagas Rodrigues e Joaquim Parente, os quais elegeram-se em meio à comoção popular.
Os municípios de Marcos Parente e Demerval Lobão foram batizados em honra à memória dos falecidos.